# Tolono
Tolono (лат.) — род клопов из семейства древесных щитников. Эндемики Южной Америки (Колумбия, Эквадор).

## Описание
Длина тела около 1 см. Усиковый бугорок не вооружен. Базальный сегмент усиков почти достигает или слегка превосходит вершину головы. Максиллярный бугорок отсутствует. Буккулы умеренно приподняты, соединены заднебоково, занимают около трех четвертей расстояния от переднего края до основания головы, простираются за дистальный конец первого рострального сегмента, дугообразно усечены на заднем крае. Базальный сегмент рострума и буккулы рельефные, наклонены около 45° от продольной оси головы; вершина рострума достигает метастернума. Глаза не сливаются с переднеспинкой. Тело яйцевидное, наиболее широкое через третий брюшной сегмент, здесь немного шире, чем через плечевые кости. Коннексива не открыта. Органы Пендерграста маленькие, по одному с каждой стороны около переднего края седьмого брюшного стернита. Брюшко лишено срединного шипа или бугорка. Парные трихоботрии на каждой стороне 3—7 стернитов параллельно заднему краю стернита и на заднем крае узкого неглубокого поперечного вдавления; наружный трихоботрий каждой пары на спиральной линии. Антенны 5-члениковые. Лапки состоят из двух сегментов. Щитик треугольный и достигает середины брюшка, голени без шипов.
- Tolono confusus Carvajal, Rider & Faúndez, 2015
- Tolono decoratus Rolston & Kumar, 1975
- Tolono pallidus Carvajal, Rider & Faúndez, 2015